# فاوستينو أغيلار
فاوستينو أغيلار هو صحفي فلبيني، ولد في 15 فبراير 1882 في Malate, Manila ‏ في الفلبين، وتوفي في 1955 في Sampaloc, Manila ‏ في الفلبين.